# Éliminatoires de la Coupe du monde de football 2018, zone Europe, groupe H
Navigation
Groupe G Groupe I
Cet article donne les résultats des matches du groupe H de la zone Europe du tour préliminaire de la Coupe du monde de football 2018.
Le Groupe H est composé de 6 équipes nationales européennes. Le 1er du groupe sera qualifié d'office pour la coupe du monde 2018, le 2e devra passer par des barrages.
Le groupe ne contenait à l'origine que cinq équipes, mais avec l'adhésion de Gibraltar, en compagnie du Kosovo, à la FIFA en mai 2016, celui-ci intègre le groupe H du fait du souhait de l'UEFA de ne pas voir une confrontation entre le Kosovo, finalement assigné au groupe I, et la Bosnie-Herzégovine pour des raisons de sécurité,.

## Classement
| Rang | Équipe             | Pts | J  | G | N | P  | Bp | Bc | Diff |  | Résultats (▼ dom., ► ext.) |     |     |     |     |     |     |
| ---- | ------------------ | --- | -- | - | - | -- | -- | -- | ---- |  | -------------------------- | --- | --- | --- | --- | --- | --- |
| 1    | Belgique           | 28  | 10 | 9 | 1 | 0  | 43 | 6  | +37  |  | Belgique                   |     | 1-1 | 4-0 | 8-1 | 4-0 | 9-0 |
| 2    | Grèce              | 19  | 10 | 5 | 4 | 1  | 17 | 6  | +11  |  | Grèce                      | 1-2 |     | 1-1 | 0-0 | 2-0 | 4-0 |
| 3    | Bosnie-Herzégovine | 17  | 10 | 5 | 2 | 3  | 24 | 13 | +11  |  | Bosnie-Herzégovine         | 3-4 | 0-0 |     | 5-0 | 2-0 | 5-0 |
| 4    | Estonie            | 11  | 10 | 3 | 2 | 5  | 13 | 19 | -6   |  | Estonie                    | 0-2 | 0-2 | 1-2 |     | 1-0 | 4-0 |
| 5    | Chypre             | 10  | 10 | 3 | 1 | 6  | 9  | 18 | -9   |  | Chypre                     | 0-3 | 1-2 | 3-2 | 0-0 |     | 3-1 |
| 6    | Gibraltar          | 0   | 10 | 0 | 0 | 10 | 3  | 47 | -44  |  | Gibraltar                  | 0-6 | 1-4 | 0-4 | 0-6 | 1-2 |     |

- Gibraltar est éliminé depuis le 31 août 2017 à la suite de sa défaite (9-0) en Belgique conjuguée au match nul (0-0) entre la Grèce et l'Estonie.
- Les Diables Rouges assurent de terminer premier du groupe et se qualifient pour la Coupe du monde de football de 2018 à la suite de sa victoire (1-2) en Grèce, le 3 septembre 2017.
- Chypre est éliminé à la suite de sa défaite (1-2) face à la Grèce, le 7 octobre 2017.
- L'Estonie est éliminée depuis le 7 octobre 2017 malgré sa victoire (0-6) face à Gibraltar à la suite de la victoire grecque (1-2) face aux chypriotes.
- La Grèce termine deuxième du groupe et joue les barrages à la suite de sa victoire (4-0) contre Gibraltar, le 10 octobre 2017.
- La Bosnie-Herzégovine est éliminée depuis le 10 octobre 2017 malgré sa victoire (1-2) en Estonie conjuguée à la victoire grecque (4-0) face aux gibraltariens.

## Résultats et calendrier
Le calendrier du groupe H a été publié par l'UEFA le 26 juillet 2015, le jour suivant le tirage au sort à Saint-Pétersbourg (Russie). Horaires en HEC.
| 1re journée            | Bosnie-Herzégovine                                          | 5 – 0   | Estonie | Stade Bilino Polje, Zenica                        |                                                   |
| 6 septembre 2016 20h45 | Spahić 7e 90+2e · Džeko 23e · Medunjanin 71e · Ibišević 83e | (2 – 0) |         | Spectateurs : 13 632 Arbitrage : Miroslav Zelinka | Spectateurs : 13 632 Arbitrage : Miroslav Zelinka |
| 6 septembre 2016 20h45 | Rapport (FIFA) Rapport (UEFA)                               |         |         | Spectateurs : 13 632 Arbitrage : Miroslav Zelinka | Spectateurs : 13 632 Arbitrage : Miroslav Zelinka |

| 6 septembre 2016 | Chypre                        | 0 – 3   | Belgique                      | Stade GSP, Nicosie                            |                                               |
| 20h45            |                               | (0 – 1) | 13e 61e Lukaku · 81e Carrasco | Spectateurs : 12 029 Arbitrage : Felix Zwayer | Spectateurs : 12 029 Arbitrage : Felix Zwayer |
| 20h45            | Rapport (FIFA) Rapport (UEFA) |         |                               | Spectateurs : 12 029 Arbitrage : Felix Zwayer | Spectateurs : 12 029 Arbitrage : Felix Zwayer |

| 6 septembre 2016 | Gibraltar      | 1 – 4   | Grèce                                                               | Estádio Algarve, Faro                      |                                            |
| 20h45            | Walker 26e     | (1 – 4) | 10e Mítroglou · 44e (csc) Wiseman · 45e Fortoúnis · 45+2e Torosídis | Spectateurs : 460 Arbitrage : Jakob Kehlet | Spectateurs : 460 Arbitrage : Jakob Kehlet |
| 20h45            | Rapport (UEFA) |         |                                                                     | Spectateurs : 460 Arbitrage : Jakob Kehlet | Spectateurs : 460 Arbitrage : Jakob Kehlet |

| 2e journée           | Belgique                                                      | 4 – 0   | Bosnie-Herzégovine | Stade Roi Baudouin, Bruxelles                    |                                                  |
| 7 octobre 2016 20h45 | Spahić 26e (csc) · Hazard 29e · Alderweireld 60e · Lukaku 79e | (2 – 0) |                    | Spectateurs : 42 653 Arbitrage : Martin Atkinson | Spectateurs : 42 653 Arbitrage : Martin Atkinson |
| 7 octobre 2016 20h45 | Rapport (FIFA) Rapport (UEFA)                                 |         |                    | Spectateurs : 42 653 Arbitrage : Martin Atkinson | Spectateurs : 42 653 Arbitrage : Martin Atkinson |

| 7 octobre 2016 | Estonie                                     | 4 – 0   | Gibraltar | A. Le Coq Arena, Tallinn                      |                                               |
| 20h45          | Käit 47e 70e · Vassiljev 52e · Mošnikov 88e | (0 – 0) |           | Spectateurs : 4 678 Arbitrage : Aleksei Eskov | Spectateurs : 4 678 Arbitrage : Aleksei Eskov |
| 20h45          | Rapport (UEFA)                              |         |           | Spectateurs : 4 678 Arbitrage : Aleksei Eskov | Spectateurs : 4 678 Arbitrage : Aleksei Eskov |

| 7 octobre 2016 | Grèce                         | 2 – 0   | Chypre | Stade Karaïskaki, Le Pirée                      |                                                 |
| 20h45          | Mítroglou 12e · Mántalos 42e  | (2 – 0) |        | Spectateurs : 16 512 Arbitrage : Pavel Královec | Spectateurs : 16 512 Arbitrage : Pavel Královec |
| 20h45          | Rapport (FIFA) Rapport (UEFA) |         |        | Spectateurs : 16 512 Arbitrage : Pavel Královec | Spectateurs : 16 512 Arbitrage : Pavel Královec |

| 3e journée            | Bosnie-Herzégovine            | 2 – 0   | Chypre | Stade Bilino Polje, Zenica                               |                                                          |
| 10 octobre 2016 20h45 | Džeko 70e 81e                 | (0 – 0) |        | Spectateurs : 8 900 Arbitrage : Xavier Estrada Fernández | Spectateurs : 8 900 Arbitrage : Xavier Estrada Fernández |
| 10 octobre 2016 20h45 | Rapport (FIFA) Rapport (UEFA) |         |        | Spectateurs : 8 900 Arbitrage : Xavier Estrada Fernández | Spectateurs : 8 900 Arbitrage : Xavier Estrada Fernández |

| 10 octobre 2016 | Estonie                       | 0 – 2   | Grèce                         | A. Le Coq Arena, Tallinn                   |                                            |
| 20h45           |                               | (0 – 1) | 2e Torosídis · 61e Stafylídis | Spectateurs : 4 467 Arbitrage : István Vad | Spectateurs : 4 467 Arbitrage : István Vad |
| 20h45           | Rapport (FIFA) Rapport (UEFA) |         |                               | Spectateurs : 4 467 Arbitrage : István Vad | Spectateurs : 4 467 Arbitrage : István Vad |

| 10 octobre 2016 | Gibraltar      | 0 – 6   | Belgique                                                    | Estádio Algarve, Faro                            |                                                  |
| 20h45           |                | (0 – 3) | 1re 43e 56e Benteke · 19e Witsel · 51e Mertens · 79e Hazard | Spectateurs : 1 959 Arbitrage : Paweł Raczkowski | Spectateurs : 1 959 Arbitrage : Paweł Raczkowski |
| 20h45           | Rapport (UEFA) |         |                                                             | Spectateurs : 1 959 Arbitrage : Paweł Raczkowski | Spectateurs : 1 959 Arbitrage : Paweł Raczkowski |

| 4e journée             | Chypre                                 | 3 – 1   | Gibraltar    | Stade GSP, Nicosie                             |                                                |
| 13 novembre 2016 18h00 | Laifis 29e · Sotiriou 65e · Sielis 87e | (1 – 0) | 51e Casciaro | Spectateurs : 3 151 Arbitrage : Aliyar Aghayev | Spectateurs : 3 151 Arbitrage : Aliyar Aghayev |
| 13 novembre 2016 18h00 | Rapport (UEFA)                         |         |              | Spectateurs : 3 151 Arbitrage : Aliyar Aghayev | Spectateurs : 3 151 Arbitrage : Aliyar Aghayev |

| 13 novembre 2016 | Belgique                                                                                              | 8 – 1   | Estonie   | Stade Roi Baudouin, Bruxelles                    |                                                  |
| 20h45            | Meunier 8e · Mertens 16e 68e · Hazard 25e · Ferreira-Carrasco 62e · Klavan 64e (csc) · Lukaku 83e 88e | (3 – 1) | 30e Anier | Spectateurs : 37 128 Arbitrage : Alexandru Tudor | Spectateurs : 37 128 Arbitrage : Alexandru Tudor |
| 20h45            | Rapport (FIFA) Rapport (UEFA)                                                                         |         |           | Spectateurs : 37 128 Arbitrage : Alexandru Tudor | Spectateurs : 37 128 Arbitrage : Alexandru Tudor |

| 13 novembre 2016 | Grèce                         | 1 – 1   | Bosnie-Herzégovine | Stade Karaïskaki, Le Pirée                      |                                                 |
| 20h45            | Tzavéllas 90+5e               | (0 – 1) | 32e (csc) Karnézis | Spectateurs : 20 075 Arbitrage : Jonas Eriksson | Spectateurs : 20 075 Arbitrage : Jonas Eriksson |
| 20h45            | Rapport (FIFA) Rapport (UEFA) |         |                    | Spectateurs : 20 075 Arbitrage : Jonas Eriksson | Spectateurs : 20 075 Arbitrage : Jonas Eriksson |

| 5e journée         | Bosnie-Herzégovine                                           | 5 – 0   | Gibraltar | Stade Bilino Polje, Zenica                           |                                                      |
| 25 mars 2017 18h00 | Ibišević 4e 43e · Vršajević 52e · Višća 56e · Bičakčić 90+4e | (2 – 0) |           | Spectateurs : 8 285 Arbitrage : Svein-Erik Edvartsen | Spectateurs : 8 285 Arbitrage : Svein-Erik Edvartsen |
| 25 mars 2017 18h00 | Rapport (UEFA)                                               |         |           | Spectateurs : 8 285 Arbitrage : Svein-Erik Edvartsen | Spectateurs : 8 285 Arbitrage : Svein-Erik Edvartsen |

| 25 mars 2017 | Chypre                        | 0 – 0   | Estonie | Stade GSP, Nicosie                               |                                                  |
| 18h00        |                               | (0 – 0) |         | Spectateurs : 3 864 Arbitrage : Ville Nevalainen | Spectateurs : 3 864 Arbitrage : Ville Nevalainen |
| 18h00        | Rapport (FIFA) Rapport (UEFA) |         |         | Spectateurs : 3 864 Arbitrage : Ville Nevalainen | Spectateurs : 3 864 Arbitrage : Ville Nevalainen |

| 25 mars 2017 | Belgique                      | 1 – 1   | Grèce         | Stade Roi Baudouin, Bruxelles                |                                              |
| 20h45        | Lukaku 89e                    | (0 – 0) | 46e Mítroglou | Spectateurs : 42 281 Arbitrage : Felix Brych | Spectateurs : 42 281 Arbitrage : Felix Brych |
| 20h45        | Rapport (FIFA) Rapport (UEFA) |         |               | Spectateurs : 42 281 Arbitrage : Felix Brych | Spectateurs : 42 281 Arbitrage : Felix Brych |

| 6e journée        | Bosnie-Herzégovine            | 0 – 0   | Grèce | Stade Bilino Polje, Zenica                      |                                                 |
| 9 juin 2017 20h45 |                               | (0 – 0) |       | Spectateurs : 11 000 Arbitrage : Nicola Rizzoli | Spectateurs : 11 000 Arbitrage : Nicola Rizzoli |
| 9 juin 2017 20h45 | Rapport (FIFA) Rapport (UEFA) |         |       | Spectateurs : 11 000 Arbitrage : Nicola Rizzoli | Spectateurs : 11 000 Arbitrage : Nicola Rizzoli |

| 9 juin 2017 | Estonie                       | 0 – 2   | Belgique                 | A. Le Coq Arena, Tallinn                     |                                              |
| 20h45       |                               | (0 – 1) | 31e Mertens · 86e Chadli | Spectateurs : 10 000 Arbitrage : John Beaton | Spectateurs : 10 000 Arbitrage : John Beaton |
| 20h45       | Rapport (FIFA) Rapport (UEFA) |         |                          | Spectateurs : 10 000 Arbitrage : John Beaton | Spectateurs : 10 000 Arbitrage : John Beaton |

| 9 juin 2017 | Gibraltar      | 1 – 2   | Chypre                             | Estádio Algarve, Faro                      |                                            |
| 20h45       | Hernandez 30e  | (1 – 1) | 10e (csc) Chipolina · 87e Sotiríou | Spectateurs : 488 Arbitrage : Nikola Popov | Spectateurs : 488 Arbitrage : Nikola Popov |
| 20h45       | Rapport (UEFA) |         |                                    | Spectateurs : 488 Arbitrage : Nikola Popov | Spectateurs : 488 Arbitrage : Nikola Popov |

| 7e journée         | Belgique                                                                                | 9 – 0   | Gibraltar | Stade Maurice-Dufrasne, Liège               |                                             |
| 31 août 2017 20h45 | Mertens 16e · Meunier 18e 61e 67e · Lukaku 21e 38e 84e (pen.) · Witsel 27e · Hazard 45e | (6 – 0) |           | Spectateurs : 24 050 Arbitrage : Neil Doyle | Spectateurs : 24 050 Arbitrage : Neil Doyle |
| 31 août 2017 20h45 | Rapport (UEFA)                                                                          |         |           | Spectateurs : 24 050 Arbitrage : Neil Doyle | Spectateurs : 24 050 Arbitrage : Neil Doyle |

| 31 août 2017 | Chypre                                   | 3 – 2   | Bosnie-Herzégovine     | Stade GSP, Nicosie                             |                                                |
| 20h45        | Christofí 65e · Laban 67e · Sotiríou 76e | (0 – 2) | 33e Šunjić · 44e Višća | Spectateurs : 4 143 Arbitrage : Andre Marriner | Spectateurs : 4 143 Arbitrage : Andre Marriner |
| 20h45        | Rapport (FIFA) Rapport (UEFA)            |         |                        | Spectateurs : 4 143 Arbitrage : Andre Marriner | Spectateurs : 4 143 Arbitrage : Andre Marriner |

| 31 août 2017 | Grèce                         | 0 – 0   | Estonie | Stade Karaïskaki, Le Pirée                   |                                              |
| 20h45        |                               | (0 – 0) |         | Spectateurs : 12 379 Arbitrage : Liran Liany | Spectateurs : 12 379 Arbitrage : Liran Liany |
| 20h45        | Rapport (FIFA) Rapport (UEFA) |         |         | Spectateurs : 12 379 Arbitrage : Liran Liany | Spectateurs : 12 379 Arbitrage : Liran Liany |

| 8e journée             | Estonie                       | 1 – 0   | Chypre | A. Le Coq Arena, Tallinn                         |                                                  |
| 3 septembre 2017 18h00 | Käit 90+2e                    | (0 – 0) |        | Spectateurs : 5 491 Arbitrage : Adrien Jaccottet | Spectateurs : 5 491 Arbitrage : Adrien Jaccottet |
| 3 septembre 2017 18h00 | Rapport (FIFA) Rapport (UEFA) |         |        | Spectateurs : 5 491 Arbitrage : Adrien Jaccottet | Spectateurs : 5 491 Arbitrage : Adrien Jaccottet |

| 3 septembre 2017 | Grèce                         | 1 – 2   | Belgique                    | Stade Karaïskaki, Le Pirée                        |                                                   |
| 20h45            | Zeca 73e                      | (0 – 0) | 70e Vertonghen · 75e Lukaku | Spectateurs : 29 465 Arbitrage : Szymon Marciniak | Spectateurs : 29 465 Arbitrage : Szymon Marciniak |
| 20h45            | Rapport (FIFA) Rapport (UEFA) |         |                             | Spectateurs : 29 465 Arbitrage : Szymon Marciniak | Spectateurs : 29 465 Arbitrage : Szymon Marciniak |

| 3 septembre 2017 | Gibraltar      | 0 – 4   | Bosnie-Herzégovine                    | Estádio Algarve, Faro                           |                                                 |
| 20h45            |                | (0 – 1) | 35e 85e Džeko · 65e Kodro · 83e Lulić | Spectateurs : 805 Arbitrage : Þorvaldur Árnason | Spectateurs : 805 Arbitrage : Þorvaldur Árnason |
| 20h45            | Rapport (UEFA) |         |                                       | Spectateurs : 805 Arbitrage : Þorvaldur Árnason | Spectateurs : 805 Arbitrage : Þorvaldur Árnason |

| 7 octobre 2017 | Gibraltar      | 0 – 6   | Estonie                                             | Stade de l'Algarve, Faro |                        |
| 18h00          |                | (0 – 3) | 10e Luts · 30e Käit · 38e Zenjov · 52e 66e 77e Tamm | Arbitrage : Fran Jović   | Arbitrage : Fran Jović |
| 18h00          | Rapport (UEFA) |         |                                                     | Arbitrage : Fran Jović   | Arbitrage : Fran Jović |

| 9e journée           | Bosnie-Herzégovine                     | 3 – 4   | Belgique                                                            | Stadion Grbavica, Sarajevo |                           |
| 7 octobre 2017 18h00 | Medunjanin 30e · Višća 39e · Đumić 82e | (2 – 1) | 4e Meunier · 59e Batshuayi · 68e Vertonghen · 84e Ferreira Carrasco | Arbitrage : Willie Collum  | Arbitrage : Willie Collum |
| 7 octobre 2017 18h00 | Rapport (FIFA) Rapport (UEFA)          |         |                                                                     | Arbitrage : Willie Collum  | Arbitrage : Willie Collum |

| 7 octobre 2017 | Chypre                        | 1 – 2   | Grèce                       | Stade GSP, Nicosie                   |                                      |
| 20h45          | Sotiríou 18e                  | (1 – 2) | 24e Mítroglou · 26e Tziólis | Arbitrage : Alberto Undiano Mallenco | Arbitrage : Alberto Undiano Mallenco |
| 20h45          | Rapport (FIFA) Rapport (UEFA) |         |                             | Arbitrage : Alberto Undiano Mallenco | Arbitrage : Alberto Undiano Mallenco |

| 10e journée           | Belgique                                       | 4 – 0   | Chypre | Stade Roi Baudouin, Bruxelles |                        |
| 10 octobre 2017 20h45 | E. Hazard 12e 62e · T. Hazard 52e · Lukaku 78e | (1 – 0) |        | Arbitrage : Luca Banti        | Arbitrage : Luca Banti |
| 10 octobre 2017 20h45 | Rapport (FIFA) Rapport (UEFA)                  |         |        | Arbitrage : Luca Banti        | Arbitrage : Luca Banti |

| 10 octobre 2017 | Estonie                       | 1 – 2   | Bosnie-Herzégovine | A. Le Coq Arena, Tallinn         |                                  |
| 20h45           | Antonov 75e                   | (0 – 0) | 48e 84e Hajrović   | Arbitrage : Vladislav Bezborodov | Arbitrage : Vladislav Bezborodov |
| 20h45           | Rapport (FIFA) Rapport (UEFA) |         |                    | Arbitrage : Vladislav Bezborodov | Arbitrage : Vladislav Bezborodov |

| 10 octobre 2017 | Grèce                                             | 4 – 0   | Gibraltar | Stade Karaïskaki, Le Pirée    |                               |
| 20h45           | Torosídis 32e · Mítroglou 61e 63e · Giannotas 78e | (1 – 0) |           | Arbitrage : Giorgi Kruashvili | Arbitrage : Giorgi Kruashvili |
| 20h45           | Rapport (UEFA)                                    |         |           | Arbitrage : Giorgi Kruashvili | Arbitrage : Giorgi Kruashvili |

## Buteurs
| Position | Joueur                    | Pays               | Buts |
| -------- | ------------------------- | ------------------ | ---- |
| 1        | Romelu Lukaku             | Belgique           | 11   |
| 2        | Eden Hazard               | Belgique           | 6    |
| 2        | Konstantínos Mítroglou    | Grèce              | 6    |
| 4        | Dries Mertens             | Belgique           | 5    |
| 4        | Thomas Meunier            | Belgique           | 5    |
| 4        | Edin Džeko                | Bosnie-Herzégovine | 5    |
| 7        | Piéros Sotiríou           | Chypre             | 4    |
| 8        | Christian Benteke         | Belgique           | 3    |
| 8        | Yannick Ferreira Carrasco | Belgique           | 3    |
| 8        | Vedad Ibišević            | Bosnie-Herzégovine | 3    |
| 8        | Emir Spahić               | Bosnie-Herzégovine | 3    |
| 8        | Edin Višća                | Bosnie-Herzégovine | 3    |
| 8        | Mattias Käit              | Estonie            | 3    |
| 8        | Joonas Tamm               | Estonie            | 3    |
| 8        | Vasílis Torosídis         | Grèce              | 3    |
| 16       | Jan Vertonghen            | Belgique           | 2    |
| 16       | Axel Witsel               | Belgique           | 2    |
| 16       | Izet Hajrovic             | Bosnie-Herzégovine | 2    |
| 16       | Haris Medunjanin          | Bosnie-Herzégovine | 2    |
| 20       | Toby Alderweireld         | Belgique           | 1    |
| 20       | Michy Batshuayi           | Belgique           | 1    |
| 20       | Nacer Chadli              | Belgique           | 1    |
| 20       | Thorgan Hazard            | Belgique           | 1    |
| 20       | Ermin Bičakčić            | Bosnie-Herzégovine | 1    |
| 20       | Dario Đumić               | Bosnie-Herzégovine | 1    |
| 20       | Kenan Kodro               | Bosnie-Herzégovine | 1    |
| 20       | Senad Lulić               | Bosnie-Herzégovine | 1    |
| 20       | Toni Šunjić               | Bosnie-Herzégovine | 1    |
| 20       | Avdija Vrsajevic          | Bosnie-Herzégovine | 1    |
| 20       | Demétris Christofí        | Chypre             | 1    |
| 20       | Vincent Laban             | Chypre             | 1    |
| 20       | Konstantínos Laḯfis       | Chypre             | 1    |
| 20       | Valentinos Sielis         | Chypre             | 1    |
| 20       | Henri Anier               | Estonie            | 1    |
| 20       | Ilja Antonov              | Estonie            | 1    |
| 20       | Siim Luts                 | Estonie            | 1    |
| 20       | Sergei Mošnikov           | Estonie            | 1    |
| 20       | Konstantin Vassiljev      | Estonie            | 1    |
| 20       | Sergei Zenjov             | Estonie            | 1    |
| 20       | Lee Casciaro              | Gibraltar          | 1    |
| 20       | Liam Walker               | Gibraltar          | 1    |
| 20       | Anthony Hernandez         | Gibraltar          | 1    |
| 20       | Konstantínos Fortoúnis    | Grèce              | 1    |
| 20       | Giannis Gianniotas        | Grèce              | 1    |
| 20       | Pétros Mántalos           | Grèce              | 1    |
| 20       | Kóstas Stafylídis         | Grèce              | 1    |
| 20       | Yióryos Tzavéllas         | Grèce              | 1    |
| 20       | Alexandros Tziolis        | Grèce              | 1    |
| 20       | Zeca                      | Grèce              | 1    |

| Position | Joueur           | Pays               | CSC |
| -------- | ---------------- | ------------------ | --- |
| 1        | Emir Spahić      | Bosnie-Herzégovine | 1   |
| 1        | Ragnar Klavan    | Estonie            | 1   |
| 1        | Scott Wiseman    | Gibraltar          | 1   |
| 1        | Joseph Chipolina | Gibraltar          | 1   |
| 1        | Oréstis Karnézis | Grèce              | 1   |